# Albert Engströmsgården

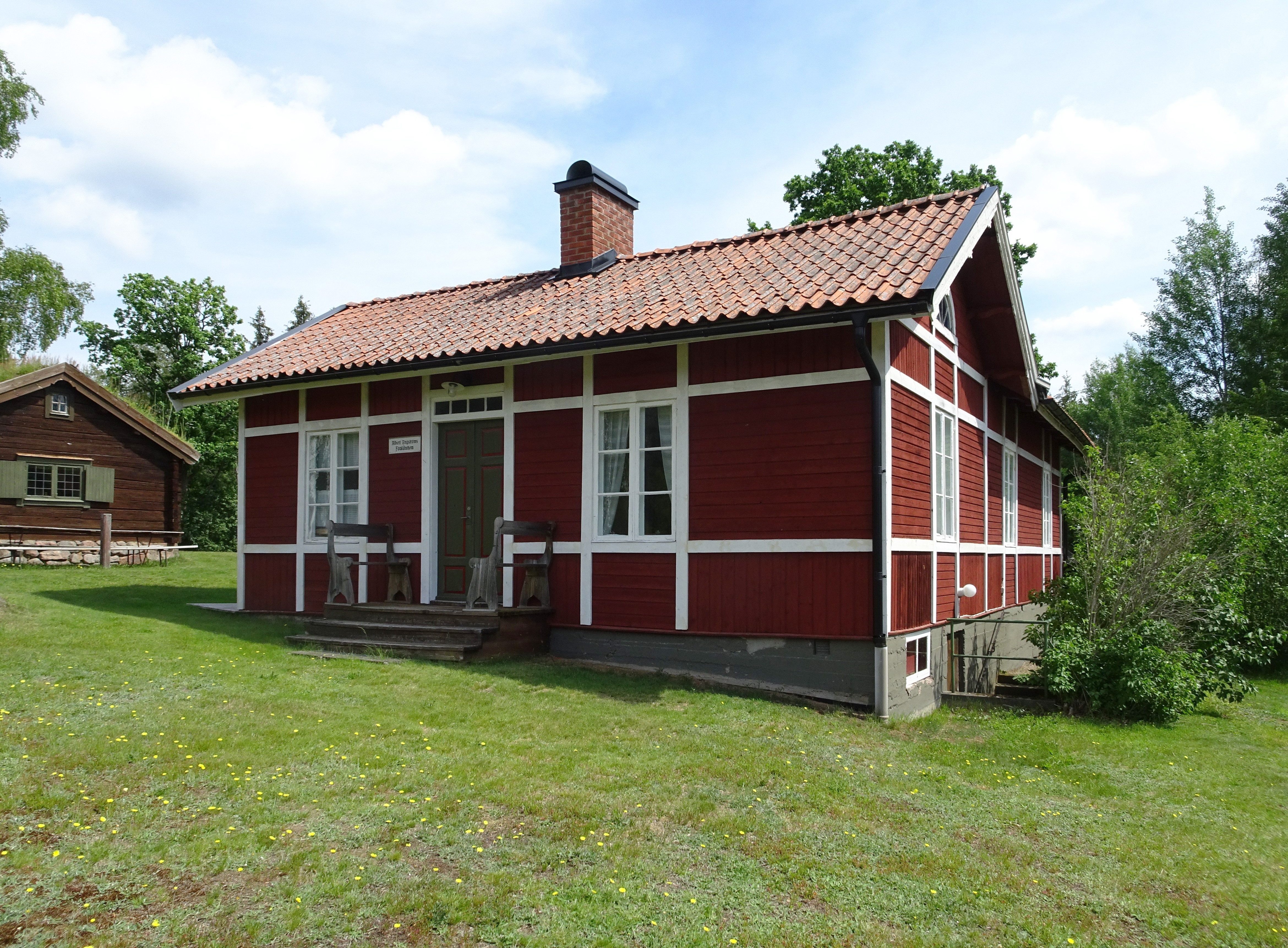
Albert Engströms föräldrahem.

Albert Engströmsgården är en hembygdsgård med Albert Engströms föräldrahem i centrum. Gården ligger i Hults socken, Eksjö kommun. Området är öppet för allmänheten men visningar av byggnaderna måste bokas i förväg.

## Gården
Författaren och tecknaren Albert Engström föddes 1869 i Bäckafall i Lönneberga socken i Kalmar län och 1878 flyttade familjen till Hult. Här hade Engström sin uppväxt och här  arbetade hans far Lars bland annat som stins vid Nässjö–Oskarshamns Järnväg. Kring föräldragården har Hults Hembygdsförening samlat några historiska byggnader från trakten med anknytning till Engström. Bland byggnaderna märks Mallastugan och Norrhemmet. Vid Hults kyrka ligger Fattigstugan som hembygdsföreningen renoverat till ursprungligt skick. På kyrkogården intill fann Engström sin sista vila.

## Engströmsspelen
På området finns även en friluftsscen där Engströmsspelen framförs av Hultamatörerna under sommaren. Till repertoaren hör ”Fattigstugan” som är Engströms berättelse från sitt barndoms Hult och ”Nödåret” som handlar om de svåra missväxtåren på 1860-talet. ”Husförhöret” är ett småländskt lustspel i äkta Albert Engströms anda med många anekdoter från hans produktion.

## Bilder

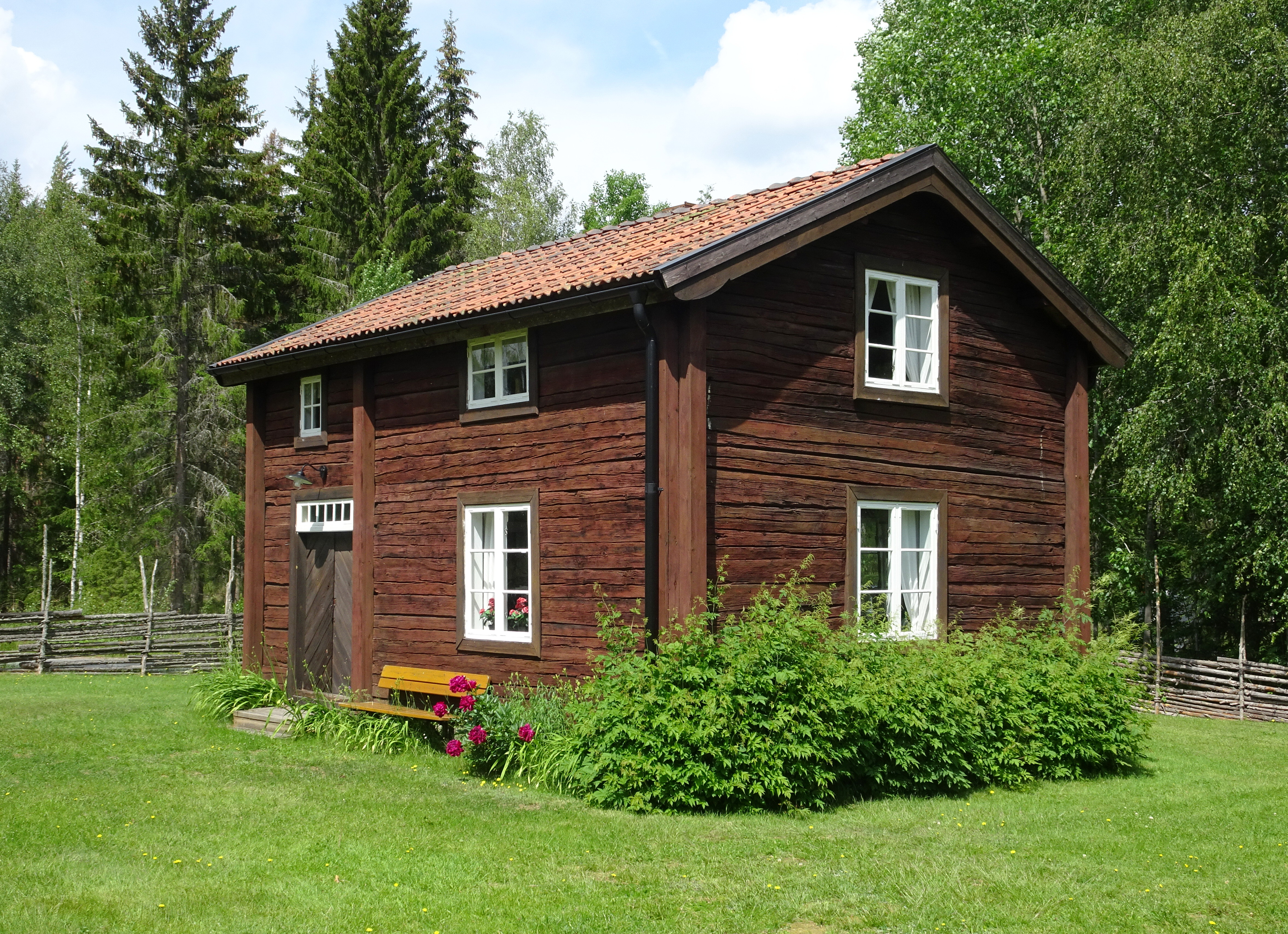
Mallastugan.
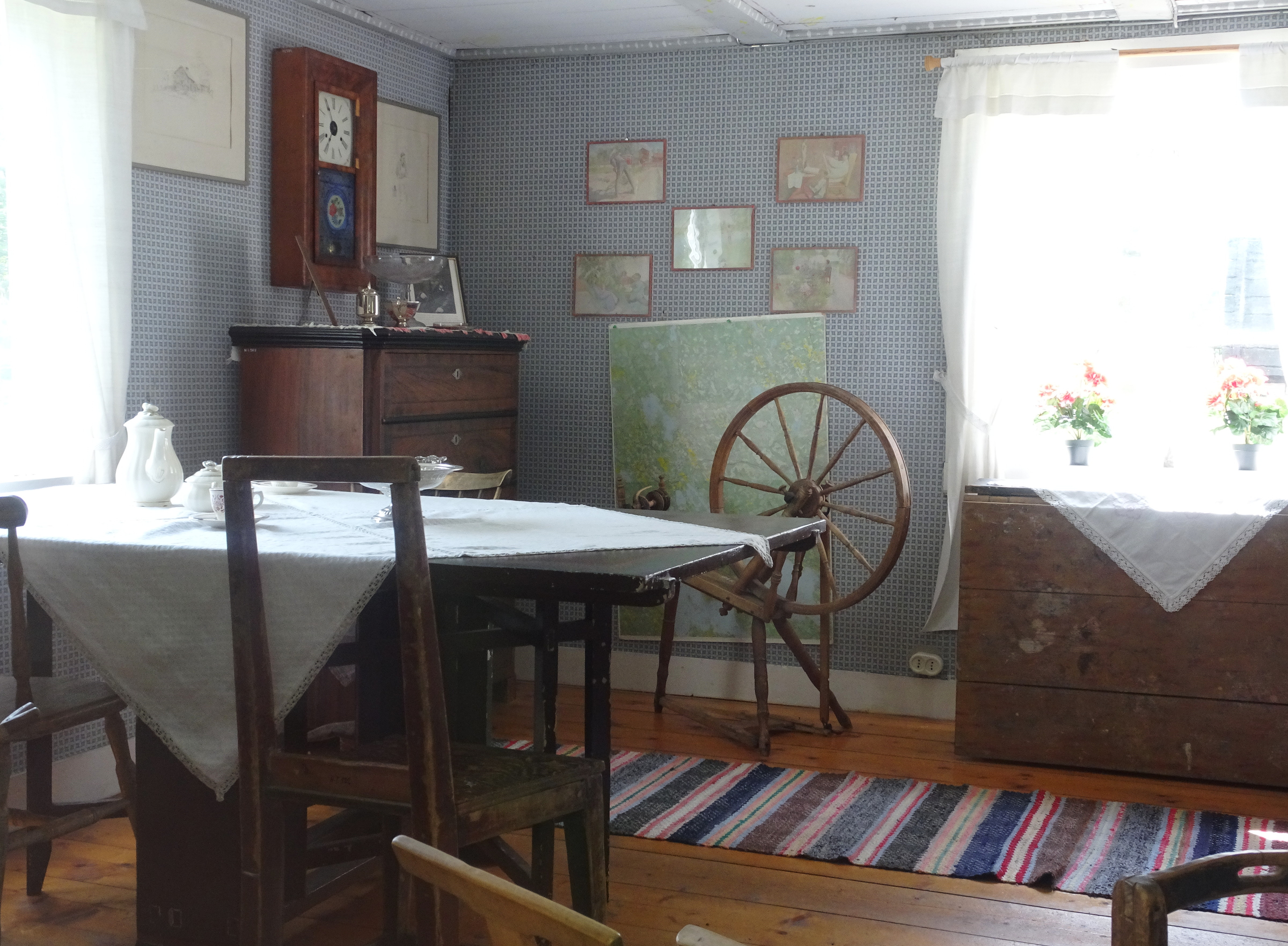
Mallastugan interiör.
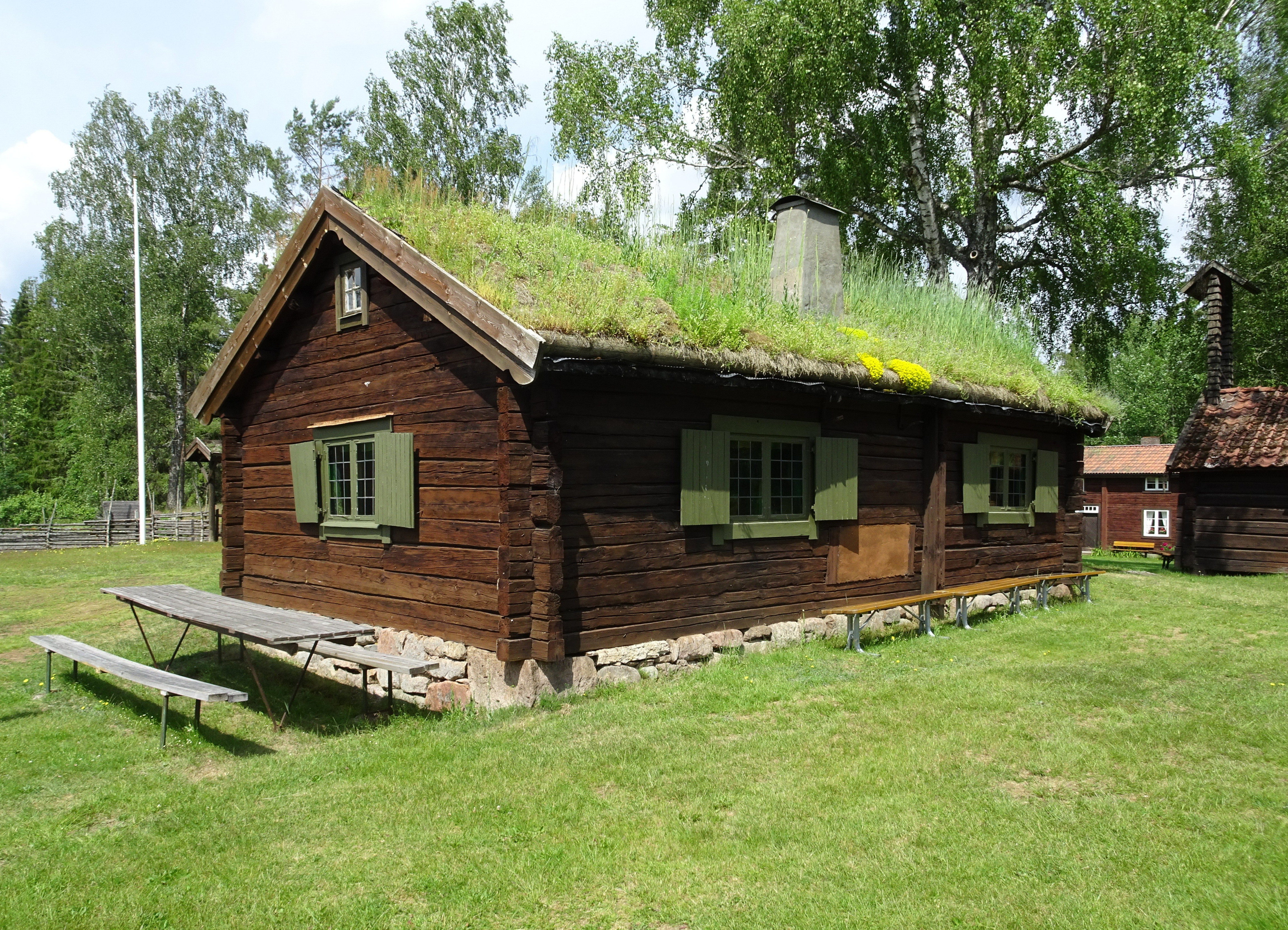
Norrhemmet.
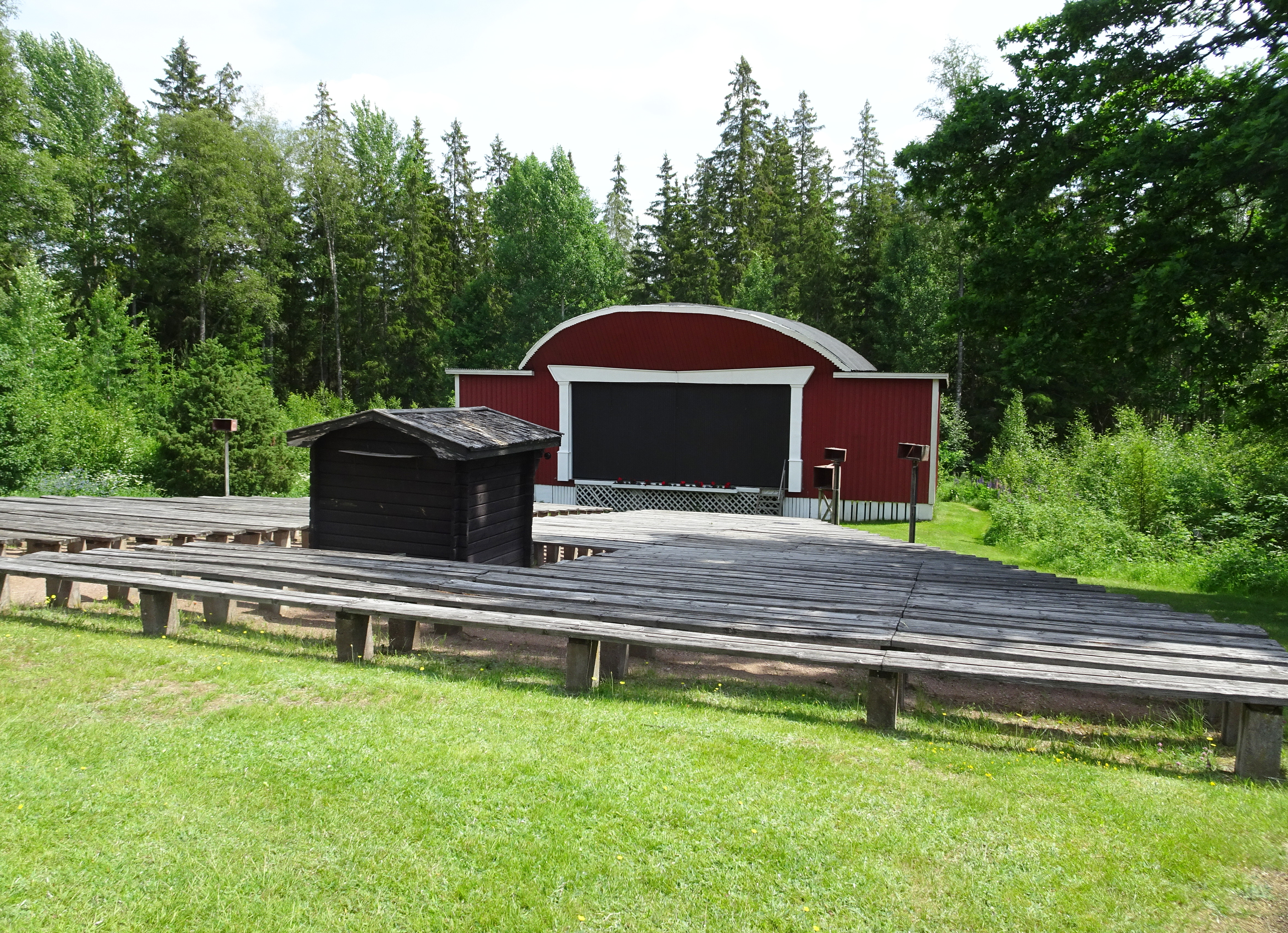
Friluftsteatern.